# Úrsula Ruiz
Úrsula Ruiz Pérez (née le 11 août 1983 à Lorca) est une athlète espagnole, spécialiste du lancer du poids.

## Palmarès
| Date | Compétition                       | Lieu         | Résultat | Marque  |
| ---- | --------------------------------- | ------------ | -------- | ------- |
| 2010 | Championnats ibéro-américains     | San Fernando | 3e       | 16,97 m |
| 2013 | Championnats d'Europe en salle    | Göteborg     | 8e       | 17,22 m |
| 2017 | Championnats d'Europe par équipes | Lille        | 6e       | 16,68 m |
| 2019 | Championnats d'Europe par équipes | Bydgoszcz    | 9e       | 16,36 m |
| 2021 | Coupe d'Europe des lancers        | Split        | 11e      | 16,11 m |

## Records
| Épreuve         | Épreuve   | Performance | Lieu      | Date            |
| --------------- | --------- | ----------- | --------- | --------------- |
| Lancer du poids | Plein air | 18,28 m     | Barcelone | 22 juillet 2017 |
| Lancer du poids | Salle     | 17,68 m     | Saragosse | 7 février 2015  |